# Sauvessanges
Sauvessanges est une commune française située dans le département du Puy-de-Dôme, en région Auvergne-Rhône-Alpes.

## Géographie

### Situation
Située dans la pointe sud-est du département du Puy-de-Dôme, à la limite de trois départements (Loire, Haute-Loire et Puy-de-Dôme), la commune s'inscrit dans le Livradois-Forez.
Cette région forme une petite unité géographique bien caractérisée, au centre de cette grande dorsale granitique qui sépare les bassins de la Dore et de la Loire, et que l’on appelle assez improprement les Monts du Forez, dans une longue dépression orientée nord-sud, et parcourue par l’Ance d’un bout à l’autre.
En fait, ce n’est pas une véritable vallée, car ce n’est pas l’Ance qui l’a creusée : la rivière n’a fait que s’installer dans cette longue gouttière due à d’énormes fractures de la masse granitique, le long desquelles des phénomènes volcaniques ont pu se manifester discrètement, comme les pointements de basalte de Fromentier (Usson) et de Montpeloux (Saillant).

#### Lieux-dits et écarts
Amour, Besse, Bessette, Bleyrat, Cohande, Cottes, Ferry, Grenier, Grommessomme, La Faye, La Mongie, La Valette, La Varenne, 
La Vialle, La Viveille, Le Bandier, Le Crozet, Le Marais, Le Moulin du Cheix, Le Pinet, Loubardanges, Mayaux, Polagnier, Pont de Chaumat, Portail, Pralong, Rochette-Borel, Rochette-Ribier, Saint Flour, Sarras, Sauvessannelle, Sermoulis, Tomps, Tourris, Vauribeyre.

#### Communes limitrophes
Ses communes limitrophes sont :
- dans le département du Puy-de-Dôme : Medeyrolles et Viverols ;
- dans le département de la Haute-Loire : Craponne-sur-Arzon et Saint-Jean-d'Aubrigoux ;
- dans le département de la Loire : Usson-en-Forez.

### Climat
Pour des articles plus généraux, voir Climat d'Auvergne-Rhône-Alpes et Climat du Puy-de-Dôme.
En 2010, le climat de la commune est de type climat des marges montargnardes, selon une étude du Centre national de la recherche scientifique s'appuyant sur une série de données couvrant la période 1971-2000. En 2020, Météo-France publie une typologie des climats de la France métropolitaine dans laquelle la commune est exposée à un climat de montagne ou de marges de montagne et est dans la région climatique  Nord-est du Massif Central, caractérisée par une pluviométrie annuelle de 800 à 1 200 mm, bien répartie dans l’année. 
Pour la période 1971-2000, la température annuelle moyenne est de 8,4 °C, avec une amplitude thermique annuelle de 16,2 °C. Le cumul annuel moyen de précipitations est de 901 mm, avec 9,9 jours de précipitations en janvier et 7,4 jours en juillet. Pour la période 1991-2020, la température moyenne annuelle observée sur la station météorologique de Météo-France la plus proche, « Tiranges », sur la commune de Tiranges à 13 km à vol d'oiseau, est de 10,6 °C et le cumul annuel moyen de précipitations est de 758,9 mm,. Pour l'avenir, les paramètres climatiques de la commune estimés pour 2050 selon différents scénarios d'émission de gaz à effet de serre sont consultables sur un site dédié publié par Météo-France en novembre 2022.

## Urbanisme

### Typologie
Au 1er janvier 2024, Sauvessanges est catégorisée commune rurale à habitat très dispersé, selon la nouvelle grille communale de densité à sept niveaux définie par l'Insee en 2022.
Elle est située hors unité urbaine et hors attraction des villes,.

### Occupation des sols
L'occupation des sols de la commune, telle qu'elle ressort de la base de données européenne d’occupation biophysique des sols Corine Land Cover (CLC), est marquée par l'importance des forêts et milieux semi-naturels (56 % en 2018), une proportion sensiblement équivalente à celle de 1990 (56,2 %). La répartition détaillée en 2018 est la suivante : 
forêts (56 %), zones agricoles hétérogènes (23,6 %), prairies (19,7 %), zones urbanisées (0,8 %). L'évolution de l’occupation des sols de la commune et de ses infrastructures peut être observée sur les différentes représentations cartographiques du territoire : la carte de Cassini (XVIIIe siècle), la carte d'état-major (1820-1866) et les cartes ou photos aériennes de l'IGN pour la période actuelle (1950 à aujourd'hui).

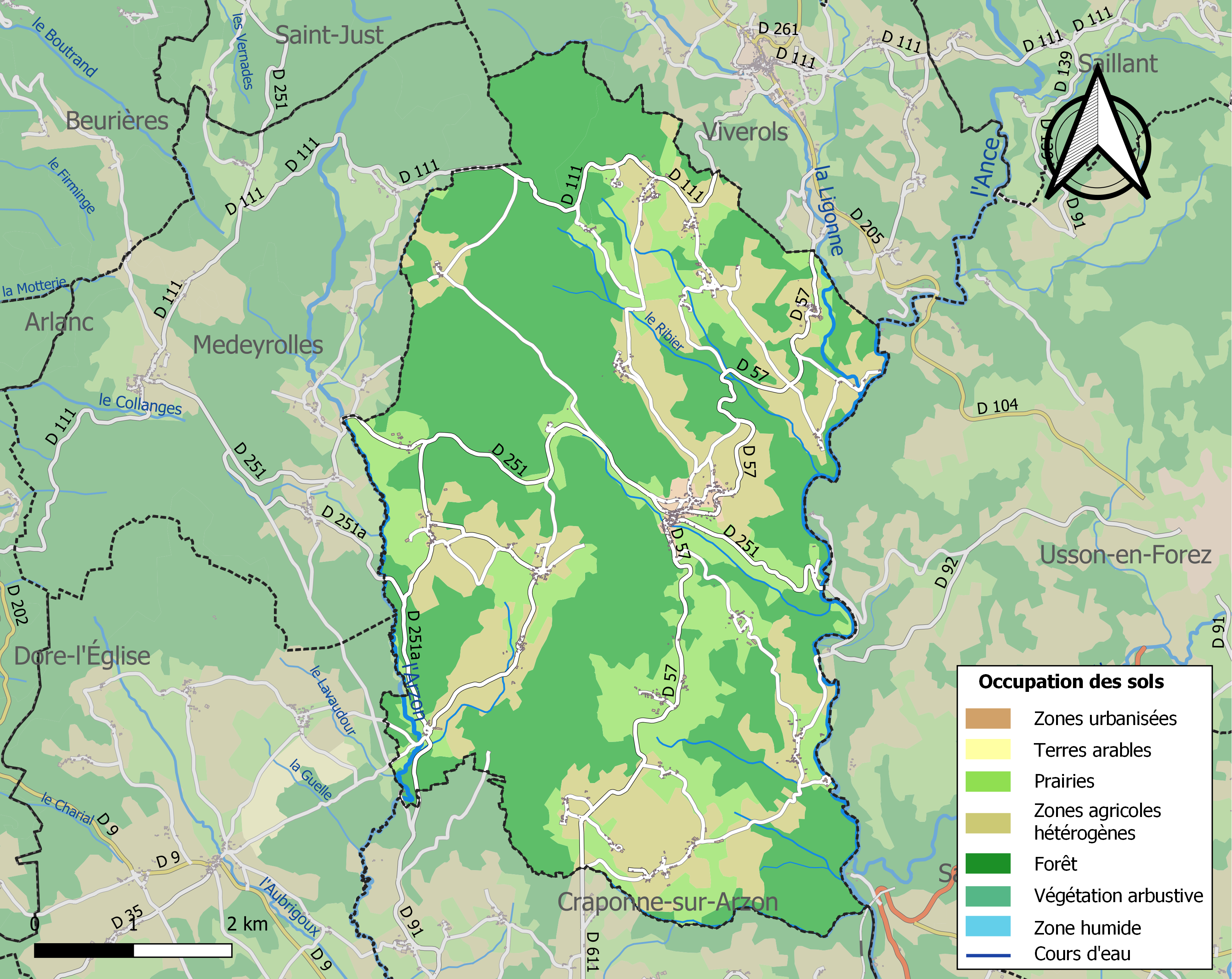
Carte des infrastructures et de l'occupation des sols de la commune en 2018 (CLC).

## Politique et administration

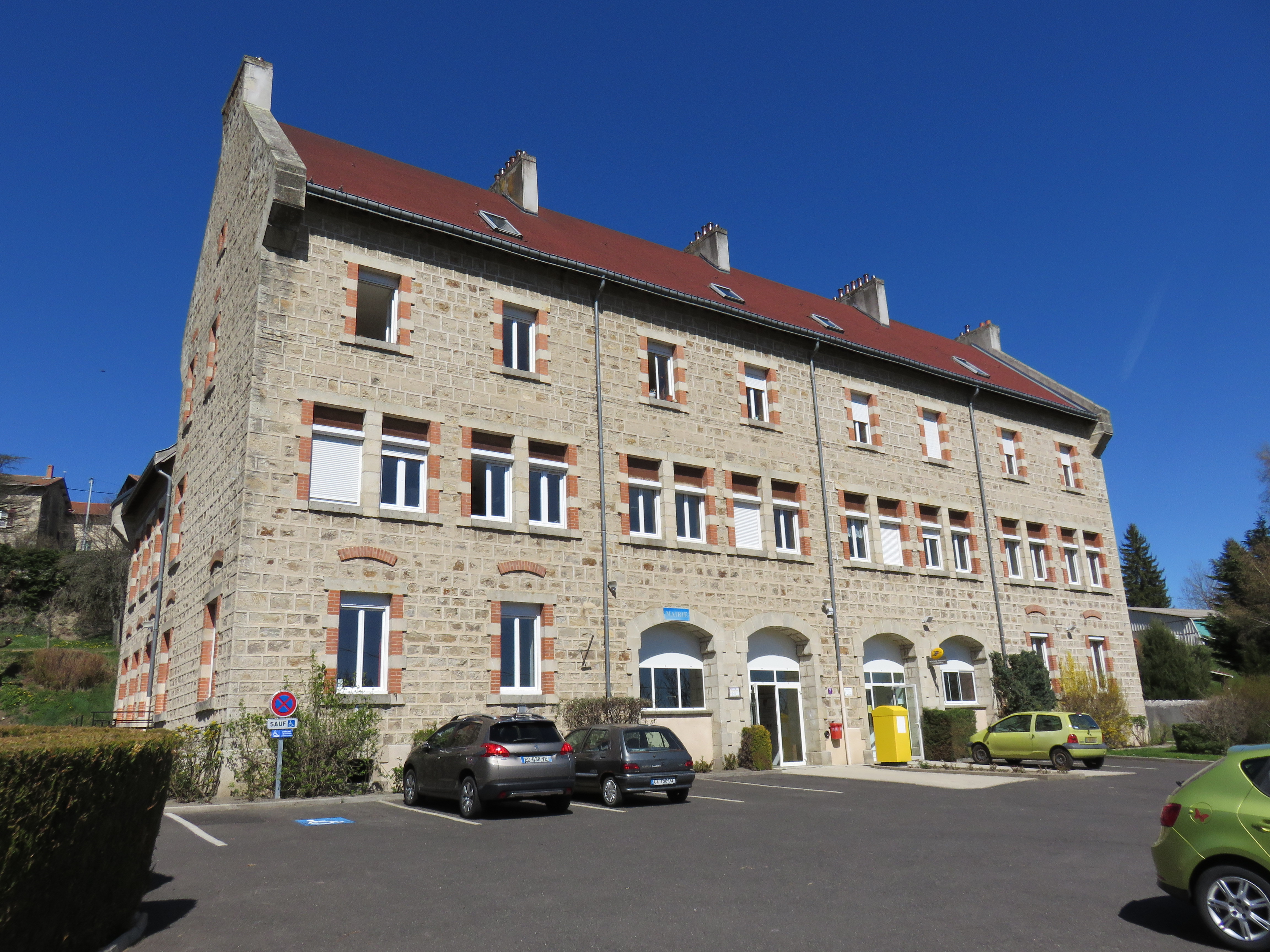
La mairie.

| Période                                  | Période                         | Identité         | Étiquette | Qualité                                              |
| ---------------------------------------- | ------------------------------- | ---------------- | --------- | ---------------------------------------------------- |
| Les données manquantes sont à compléter. |                                 |                  |           |                                                      |
| 1952                                     | 1983                            | Théophile Bordet |           | Conseiller général du canton de Viverols (1958-1976) |
| 2001                                     | 2008                            | Émile Gayard     |           |                                                      |
| 2008                                     | 2014                            | Maryse Bernard   |           |                                                      |
| 2014 (réélu en 2020)                     | En cours (au 17 septembre 2020) | Didier Ardevol,  |           | Responsable de site                                  |

## Population et société

### Démographie
L'évolution du nombre d'habitants est connue à travers les recensements de la population effectués dans la commune depuis 1793. Pour les communes de moins de 10 000 habitants, une enquête de recensement portant sur toute la population est réalisée tous les cinq ans, les populations de référence des années intermédiaires étant quant à elles estimées par interpolation ou extrapolation. Pour la commune, le premier recensement exhaustif entrant dans le cadre du nouveau dispositif a été réalisé en 2007.

En 2022, la commune comptait 531 habitants, en évolution de +2,71 % par rapport à 2016 (Puy-de-Dôme : +2,1 %, France hors Mayotte : +2,11 %).
| 1793  | 1800  | 1806  | 1821  | 1831  | 1836  | 1841  | 1846  | 1851  |
| ----- | ----- | ----- | ----- | ----- | ----- | ----- | ----- | ----- |
| 1 776 | 1 720 | 1 875 | 1 842 | 1 749 | 1 919 | 1 955 | 2 041 | 2 002 |

| 1856  | 1861  | 1866  | 1872  | 1876  | 1881  | 1886  | 1891  | 1896  |
| ----- | ----- | ----- | ----- | ----- | ----- | ----- | ----- | ----- |
| 2 025 | 1 989 | 1 881 | 1 901 | 1 868 | 1 822 | 1 836 | 1 743 | 1 530 |

| 1901  | 1906  | 1911  | 1921  | 1926  | 1931  | 1936  | 1946  | 1954 |
| ----- | ----- | ----- | ----- | ----- | ----- | ----- | ----- | ---- |
| 1 576 | 1 545 | 1 587 | 1 345 | 1 211 | 1 167 | 1 120 | 1 031 | 936  |

| 1962 | 1968 | 1975 | 1982 | 1990 | 1999 | 2006 | 2007 | 2012 |
| ---- | ---- | ---- | ---- | ---- | ---- | ---- | ---- | ---- |
| 863  | 796  | 684  | 664  | 601  | 531  | 540  | 541  | 511  |

| 2017 | 2022 | - | - | - | - | - | - | - |
| ---- | ---- | - | - | - | - | - | - | - |
| 527  | 531  | - | - | - | - | - | - | - |

## Héraldique
| Blason de Sauvessanges | Blason  | Coupé: au 1er de gueules au lion issant d'or, au 2e parti au I d'azur à la couronne de laurier d'argent, au II d'argent à l'ancre d'azur. |
| Blason de Sauvessanges | Détails | Le statut officiel du blason reste à déterminer.                                                                                          |